# Erntekrone

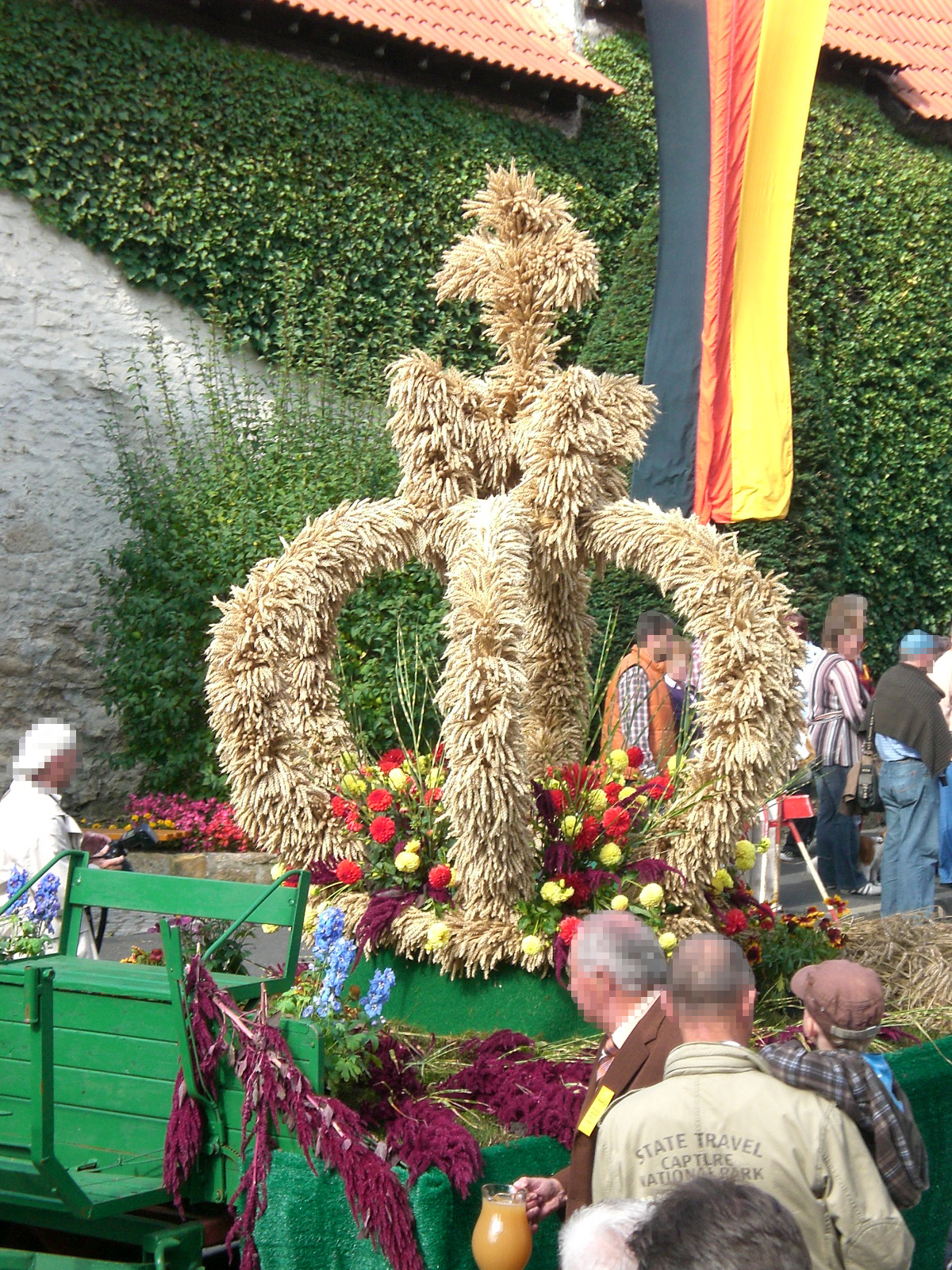
Erntekrone

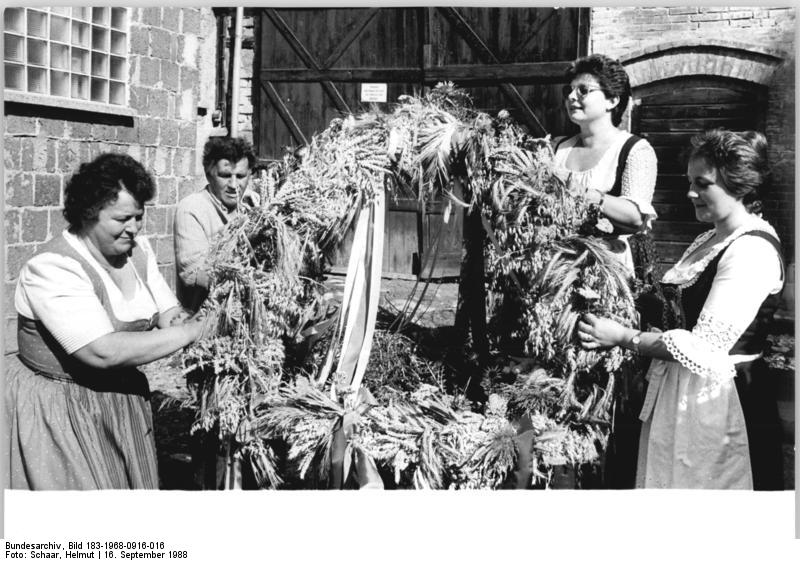
Flechten einer Erntekrone in der Rhön 1988

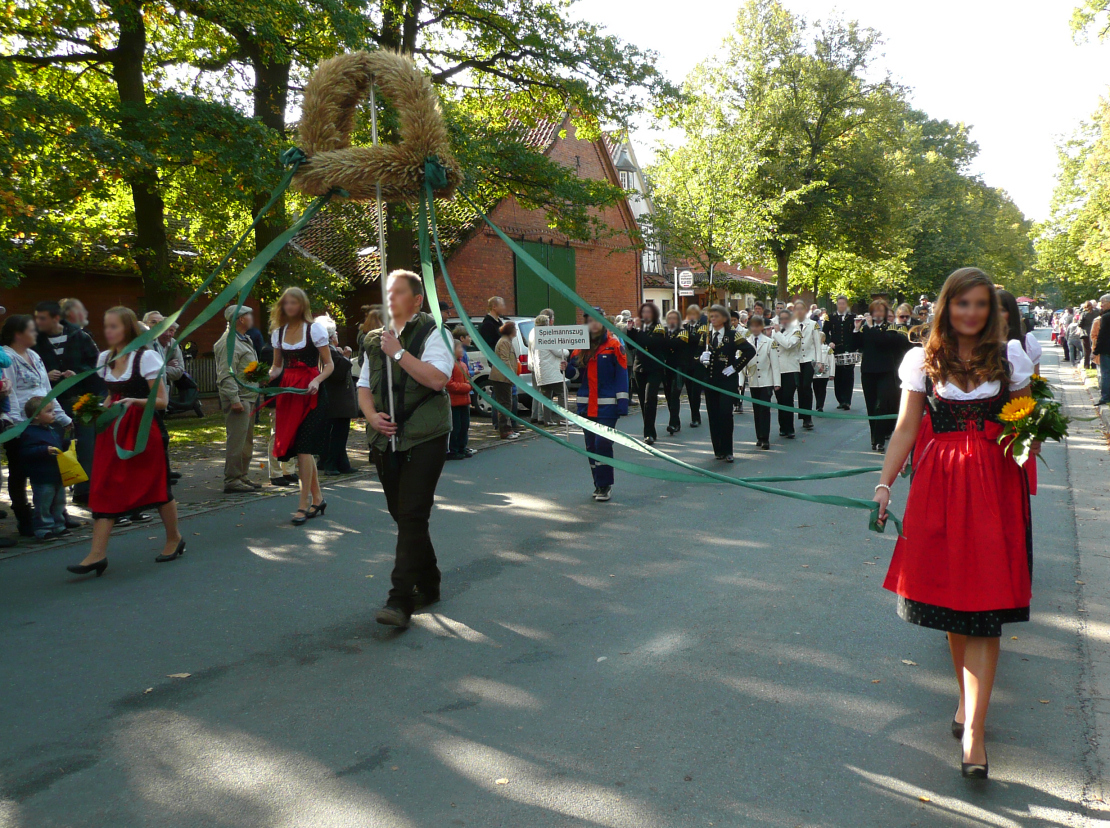
Umzug mit Erntekrone beim Erntefest in Ramlingen

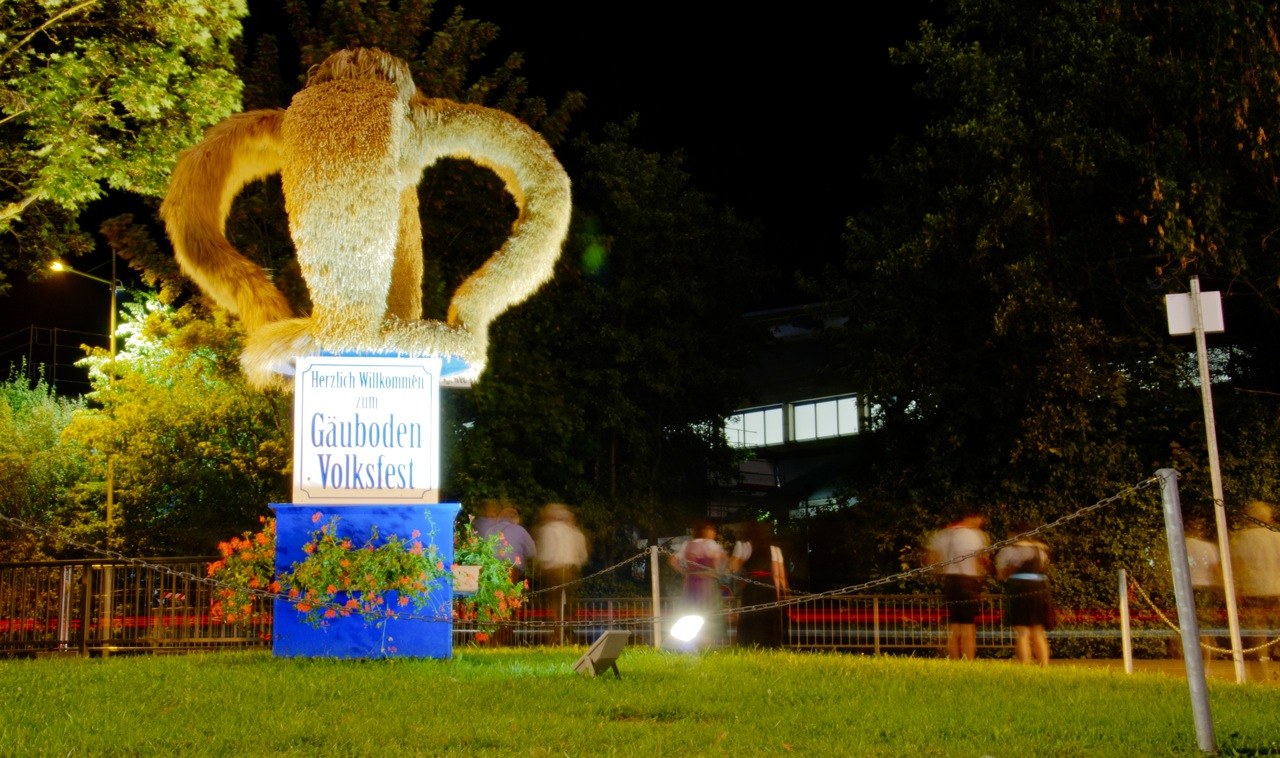
Erntekrone des Gäubodenvolksfests 2011 in Straubing bei Nacht – als Symbol des Ursprungs der Veranstaltung

Die Erntekrone ist Bestandteil des ländlichen Brauchtums zum Erntedankfest in Deutschland und Österreich.

## Geschichte
Die Erntekrone wurde nach Beendigung des Kornschnittes von den Schnittern dem Gutsherren mit der letzten Erntefuhre überbracht. Erste Nachweise dieser Tradition finden sich in den Antworten auf den volkskundlichen Fragebogen Wilhelm Mannhardts von 1865. Anfänglich war es nur eine größere Korngarbe, später auch ein Erntekranz. Eine kirchliche Segnung und ein Erntelied gehörten zur Übergabezeremonie, die in Tanz und Essen ihre Fortsetzung hatte.
Während der Zeit des Nationalsozialismus war die Übergabe einer monumentalen Erntekrone Bestandteil des Rituals der Reichserntedankfeste auf dem Bückeberg bei Hameln.
Heute wird die Erntekrone in der Regel von Landfrauenverbänden und Landjugendverbänden hergestellt.

## Gestaltung
Die Erntekrone besteht aus einem Kranz mit vier, seltener sechs, nach oben aufwärts zur Mitte gebundenen Getreideähren, die mit Blumen und bunten breiten Bändern, oft in den Landesfarben, verziert werden. Die Kronengröße variiert und hängt vom Zweck der Darbietung ab. Allgemein ist die Größe so gewählt, dass ein Transport bei Erntefestumzügen auf einem Fuhrwerk oder LKW möglich ist.
Die Krone hat ab einer gewissen Größe Draht- oder Holzgestelle als statischen Halt. Die weibliche Person als gewählte Erntekönigin trägt eine dem Kopf angepasste Erntekrone.